# Кругликовское сельское поселение
Кругликовское се́льское поселе́ние — муниципальное образование в районе имени Лазо Хабаровского края Российской Федерации. Образовано в 2004 году.
Административный центр — село Кругликово.

## Население
| 2010 | 2011 | 2012 | 2013 | 2014 | 2015 | 2016 |
| ---- | ---- | ---- | ---- | ---- | ---- | ---- |
| 699  | ↘698 | ↗700 | ↘688 | ↘682 | ↘670 | ↘662 |
| 2017 | 2018 | 2019 | 2020 | 2021 |      |      |
| ↘655 | ↘651 | ↗659 | ↘643 | ↘572 |      |      |

## Населённые пункты
В состав поселения входят 5 населённых пунктов:
| № | Населённый пункт | Тип             | Население   |
| - | ---------------- | --------------- | ----------- |
| 1 | Владимировка     | село            | ↘39 (2021)  |
| 2 | Дальневосточное  | село            |             |
| 3 | Зоевка           | село            | ↘151 (2021) |
| 4 | Кругликово       | посёлок станции | ↘56 (2021)  |
| 5 | Кругликово       | село            | ↗320 (2021) |

В 2018 году был образован новый населённый пункт, село Дальневосточное.